# Claudia di Moura
Claudia di Moura (Salvador, 24 de janeiro de 1965) é uma atriz brasileira. Ela ganhou reconhecimento nacional por interpretar Zefa na telenovela Segundo Sol (2018) e Martha em Cara e Coragem (2022), da TV Globo.

## Biografia
Claudia di Moura nasceu em Salvador, Bahia, mas cresceu em várias cidades do interior baiano devido ao trabalho do pai, que era delegado. Ela é viúva desde 2011 e tem três filhas, das quais duas foram adotadas. Sua filha mais velha, Dayse, foi adotada quando a atriz tinha apenas quinze anos de idade. Claudia também é estilista e possui uma marca de roupas.

## Carreira
Claudia di Moura começou sua carreira em 1985, aos vinte anos de idade. Dedicou-se principalmente ao teatro, e posteriormente fez pequenos papéis no cinema. Ela venceu o Prêmio Braskem de Teatro de melhor atriz em 2008 pela peça Policarpo Quaresma. Em 2010, foi indicada ao mesmo prêmio pela atuação na peça As Velhas, montagem baseada no texto de Lourdes Ramalho, escrito em 1975. Claudia também fez pequenas participações nos filmes Trampolim do Forte (2013), Irmã Dulce (2014) e Tungstênio (2018).
Em 2018 Claudia ganhou reconhecimento nacional por interpretar a empregada doméstica Zefa, na telenovela Segundo Sol, da TV Globo. Ela foi descoberta pela produtora de elenco da emissora, Vanessa Veiga, que viu seu trabalho em uma websérie. Pela sua atuação, Claudia foi indicada ao Prêmio Extra de Televisão e ao Melhores do Ano de Melhor Atriz Revelação, e também recebeu uma indicação ao Prêmio Contigo! de revelação da TV.
No início de 2019 a atriz recebeu uma proposta para trabalhar em projetos da Netflix, porém decidiu firmar um contrato de longa duração com a Globo.
Em 2021, Claudia foi convidada pela TV Globo para participar da quarta temporada da série de drama médico Sob Pressão. Ela interpretou Dona Maria, avó de um menino baleado que dá entrada no hospital onde a série é ambientada. Em 2020 foi anunciado que a atriz havia sido escalada para interpretar a empresária bilionária Martha Gusmão, mãe dos personagens interpretados por Taís Araújo e Ícaro Silva na telenovela Cara e Coragem, que estreou em 2022. Claudia também participou do longa-metragem Terapia da Vingança, dirigido por Marcos Bernstein e previsto para estrear em 2022.

## Filmografia

### Televisão
| Ano     | Trabalho                           | Papel                    | Notas                   |
| ------- | ---------------------------------- | ------------------------ | ----------------------- |
| 2018    | Destino: Salvador                  |                          | Minissérie da HBO       |
| 2018    | Segundo Sol                        | Josefa dos Santos (Zefa) |                         |
| 2021    | Sob Pressão                        | Dona Maria               | 4.ª temporada           |
| 2022–23 | Cara e Coragem                     | Martha Gusmão            |                         |
| 2023    | Minha Mãe Cozinha Melhor que a Sua | Participante (3.° lugar) | Episódio: "26 de março" |
| 2024    | Luz                                | Gá                       | Série Original Netflix  |
| 2025    | Juntas e Separadas                 | [ 24 ]                   |                         |

### Cinema
| Ano  | Filme               | Papel         | Notas                       |
| ---- | ------------------- | ------------- | --------------------------- |
| 2011 | Olho de Boi         | Mãe de Junco  | Curta-metragem              |
| 2013 | Trampolim do Forte  | Dona Generosa |                             |
| 2014 | Irmã Dulce          | Freira        |                             |
| 2018 | Tungstênio          | Mãe Caju      |                             |
| 2023 | Tire 5 Cartas       | Rodó          |                             |
| TBA  | Terapia da Vingança |               | Direção de Marcos Bernstein |

## Teatro
| Ano  | Peça               | Papel   | Notas  |
| ---- | ------------------ | ------- | ------ |
| 2008 | Policarpo Quaresma |         |        |
| 2010 | As Velhas          | Mariana | [ 26 ] |
| 2017 | O Galo             |         | [ 27 ] |

## Prêmios e indicações
| Ano  | Prêmio                    | Categoria        | Trabalho           | Resultado | Ref.        |
| ---- | ------------------------- | ---------------- | ------------------ | --------- | ----------- |
| 2008 | Prêmio Braskem de Teatro  | Melhor Atriz     | Policarpo Quaresma | Venceu    | [ 6 ] [ 5 ] |
| 2018 | Prêmio Extra de Televisão | Melhor Revelação | Segundo Sol        | Indicado  | [ 13 ]      |
| 2018 | Melhores do Ano           | Atriz Revelação  | Segundo Sol        | Indicado  | [ 12 ]      |
| 2018 | Prêmio Contigo!           | Revelação da TV  | Segundo Sol        | Indicado  |             |